# Нонаспе
Нонаспе (ісп. Nonaspe, кат. Nonasp) — муніципалітет в Іспанії, у складі автономної спільноти Арагон, у провінції Сарагоса. Населення — 1061 особа (2010).
Муніципалітет розташований на відстані близько 300 км на схід від Мадрида, 70 км на південний схід від Сарагоси.

## Демографія
Динаміка населення (INE ):